# José Antonio Sampil Labiades
José Antonio Sampil Labiades (Mieres del Camino, 9 de septiembre de 1756 - Mieres del Camino, 17 de septiembre de 1829). Ejemplo de hombre ilustrado, fue capellán y secretario de Gaspar Melchor de Jovellanos. 

## Biografía
Hijo del próspero comerciante Alonso Sampil, nacido en Orense y establecido en Mieres del Camino a mediados del siglo XVIII y de Josefa Labiades, natural del barrio de Oñón, en la mencionada villa. Cursó los estudios eclesiásticos en la Universidad de Oviedo, donde se ordenó sacerdote en 1780. 
Fue hombre de confianza de Gaspar Melchor de Jovellanos, del que llegaría a ser capellán y secretario, a quien conoció probablemente a través del Marqués de Camposagrado, hacia 1790, cuando el ilustre gijonés estaba dirigiendo las obras de la carretera de Castilla.
En 1798, al tiempo que aparecen publicados sus libros, es nombrado socio literario de la Real Sociedad Vascongada de Amigos del País, en atención, según señalaban los miembros de la misma a “sus costumbres, circunstancias, talento, aplicación y celo patriótico”.
Encarcelado Jovellanos en Mallorca, le encarga en 1801 una misión delicadísima en Madrid, lo que le cuesta ser encarcelado en la capital. Cuando sale de la cárcel regresa a Asturias, bajo vigilancia directa del Obispo de Oviedo. José Sampil, llevó su amistad con Jovellanos, según el profesor y experto jovellanista José Miguel Caso González, a un grado heroico, sufriendo prisión y toda clase de vejaciones a causa de su inquebrantable fidelidad. 
Tras la Guerra de la Independencia, fue acusado de afrancesado sufriendo de nuevo prisión hasta que fue probada su inocencia y después de la reacción absolutista de 1823 fue acusado de liberal. Fue mirado con recelo por la iglesia, a la que pertenecía en calidad de su estado eclesiástico, siendo perseguido por su obispo, calumniado por sus vecinos, llegando a apartarse casi por completo del trato con sus semejantes, por temor a anónimas denuncias. 
Hombre de vasta cultura, que en 1816, recibe la Cruz del Ejército Asturiano en reconocimiento al “entusiasmo, valor y bizarría con que batió, rechazó y escarmentó a los enemigos en repetidos encuentros, con mucha gloria de nuestras armas.
Reintegrado en sus funciones, muere en Mieres un 17 de septiembre de 1829.

## José Sampil y la Ilustración
José Sampil, cuya preocupación por las ciencias experimentales, por la mecánica y por la agricultura, apunta, según el profesor Caso González, a una mentalidad nueva, alejada de la ciencia tradicional, nos permite estimarle como muy afín a Jovellanos, el gran ilustrado español y por extensión, a la Ilustración Española, no siendo obstáculo para ello su condición de eclesiástico, ni su religiosidad. 
Pero es un error, como escribía el profesor Caso González, “No querer ver la Ilustración más que a través de los grandes ilustrados, pues aunque ellos sean los que marquen las directrices básicas, los que formulen las ideas importantes, el cambio de la mentalidad social, que siempre es lento, se va haciendo por medio de toda una serie de gentes intermedias más o menos convertibles a la nueva manera de pensar”. Como fue el caso, precisamente de José Sampil.
Por Jovellanos sabemos, según anotó en sus Diarios en 1971, que José Sampil era muy aplicado e ingenioso, que tenía dos higrómetros hechos por su mano, uno de cuerda y otro de azogue, que trabajaba de relojería y que era, según sus palabras, muy curioso.
Y es que el presbítero Sampil, veía muchísimas ventajas en el estudio y en el trabajo de manos, que eran, según señalaba en 1823 en su primera memoria testamentaria” el mejor entretenimiento y diversión para liberarse de los vicios y peligros de la ociosidad que compromete a los jóvenes”.
José Sampil propone en su libro Nuevo plan de colmenas, de la misma manera que lo hace en su libro sobre árboles frutales, que sean los párrocos, dada su influencia, quienes promuevan la adopción de nuevas técnicas agrícolas entre los labradores.

## Obra
Amigo de las letras, cultivó la poesía, el a que solía utilizar el seudónimo Felipe Jasón. Además escribió dos libros:
- El jardinero instruido ó Tratado físico de la vegetación, cultivo y poda de los árboles frutales... / por el presbítero D. Josef Antonio Sampil. -- Madrid : en la Oficina de Don Benito Cano, 1798

- Nuevo plan de colmenas ó Tratado histórico-natural, físico económico de las abejas (enlace roto disponible en Internet Archive; véase el historial, la primera versión y la última).. / por el presbítero D. José Sampil. -- Madrid : en la Oficina de Don Benito Cano, 1798

También es autor de una relación, en su mayor parte inédita, de las gestiones que hizo en Madrid en 1801 para lograr la libertad de Jovellanos, por aquellos años preso en la isla de Mallorca.